# More Missing Pieces
More Missing Pieces es el último álbum de estudio de la banda de hard rock y glam metal, Autograph. Este último álbum, es un recopilatorio de larga duración, que tiene un par de canciones nuevas y muchas otras son de los álbumes Missing Pieces (1997) y de su exitoso álbum debut Sign in Please.

## Lista de canciones
| N.º | Título                    | Duración |  |
| 1.  | «All Night Long»          |          |  |
| 2.  | «Heartattack»             |          |  |
| 3.  | «When I'm Gone»           |          |  |
| 4.  | «I've Got You»            |          |  |
| 5.  | «One-Way Dead-End Street» |          |  |
| 6.  | «Sanctuary»               |          |  |
| 7.  | «Sweet Temptation»        |          |  |
| 8.  | «Love Comes Easy»         |          |  |
| 9.  | «Angel In Black»          |          |  |
| 10. | «Turn Up The Radio»       | 4:38     |  |
| 11. | «Angela»                  |          |  |
| 12. | «Nothin' To Lose»         |          |  |
| 13. | «Reason To Rock»          |          |  |
| 14. | «Send Her To Me»          | 3:57     |  |
| 15. | «Night-Teen And Nonstop»  | 4:20     |  |
| 16. | «Friday»                  | 4:11     |  |
| 17. | «Deep End»                | 4:19     |  |
| 18. | «All I'm Gonna Take»      | 5:42     |  |

- Datos: Q3862904